# Pengsjön
Pengsjön är en sjö i Vännäs kommun i Västerbotten och ingår i Umeälvens huvudavrinningsområde. Sjön är 22 meter djup, har en yta på 3,28 kvadratkilometer och befinner sig 131 meter över havet. Sjön avvattnas av vattendraget Pengån (Storbäcken). Vid provfiske har bland annat abborre, gers, gädda och gös fångats i sjön.

## Delavrinningsområde
Pengsjön ingår i det delavrinningsområde (708561-168872) som SMHI kallar för Utloppet av Pengsjön. Medelhöjden är 160 meter över havet och ytan är 15,66 kvadratkilometer. Räknas de 8 avrinningsområdena uppströms in blir den ackumulerade arean 84,36 kvadratkilometer. Pengån (Storbäcken) som avvattnar avrinningsområdet har biflödesordning 2, vilket innebär att vattnet flödar genom totalt 2 vattendrag innan det når havet efter 63 kilometer. Avrinningsområdet består mestadels av skog (52 procent), öppen mark (11 procent) och jordbruk (10 procent). Avrinningsområdet har 3,28 kvadratkilometer vattenytor vilket ger det en sjöprocent på 21 procent.

## Fisk
Vid provfiske har följande fisk fångats i sjön:
- Abborre
- Gärs
- Gädda
- Gös
- Lake
- Mört
- Siklöja

## Dumpad ammunition
1954 dumpades 67 lådor med 20 millimeters luftvärnsgranater i Pengsjön på mellan 15 och 20 meters djup. Ammunitionen, som tillverkades i slutet av 1930-talet, har med tiden blivit instabilt och stötkänsligt då det bildats kopparazid i granaterna.

Röjdykare från fjärde sjöstridsflottiljen genomförde mellan 2009 och 2011 ett flertal försök att lokalisera ammunitionslådorna samt bärga dessa. 61 av totalt 67 är funna varav 54 är bärgade. 13 lådor med sammanlagt 1 300 granater ligger kvar på botten. De bärgade lådorna placerades i en speciell tryckkammare och fördes till Umeå där de sprängdes.